# Takehito Suzuki
Takehito Suzuki (鈴木 健仁 Suzuki Takehito?), född 11 juni 1971 i Tokyo prefektur, är en japansk före detta fotbollsspelare.
Suzuki började sin karriär 1990 i Nissan Motors (Yokohama Marinos). Han spelade 110 ligamatcher för klubben. Med Nissan Motors/Yokohama Marinos vann han japanska ligan 1995, japanska ligacupen 1990 och japanska cupen 1991, 1992. 1998 flyttade han till Kyoto Purple Sanga. Efter Kyoto Purple Sanga spelade han för Gamba Osaka, Vissel Kobe och Vegalta Sendai. Han avslutade karriären 2003.